# Volker Weidler
Volker Weidler (Heidelberg, 18 de março de 1962) é um ex-automobilista alemão, com passagem pela Fórmula 1 em 1989, e que tem como maior conquista a vitória nas 24 Horas de Le Mans de 1991.
Em sua única temporada na maior categoria do automobilismo, Weidler teve sérias dificuldades e não conseguiu classificação para nenhuma das dez provas em que se inscreveu, pela equipe Rial, e nem sequer passou da pré-qualificação - uma disputa entre as equipes mais fracas para participar dos treinos oficiais - em oito etapas.
O mau desempenho, somado ao fato de seu companheiro de equipe, o também alemão Christian Danner, ter ficado em quarto no GP dos EUA, começou a desgastar a relação de Weidler com Günther Schmid, dono da equipe. Foi demitido pouco depois da metade da temporada, após o GP da Hungria, dando lugar ao franco-argelino Pierre-Henri Raphanel.
Depois da Fórmula 1, Weidler fez carreira no automobilismo japonês, onde teve relativo sucesso. Em 1990, foi sexto colocado na F-3000 nipônica, competindo contra Kazuyoshi Hoshino, Ross Cheever (irmão de Eddie Cheever), entre outros, e disputou também o campeonato de protótipos do país.
No ano seguinte, ao lado de Johnny Herbert e Bertrand Gachot - ambos também com passagem pela Fórmula 1 - Weidler venceu as 24 Horas de Le Mans, com um Mazda 787B, na primeira vitória de um modelo com chassi e motor japonês na mais tradicional prova de longa duração do mundo.
Em 1992, Weidler liderava o Campeonato Japonês de F-3000 quando teve identificado um problema auditivo (em decorrência da exposição ao barulho do motor do Mazda 787B), e teve de abandonar prematuramente a carreira, aos 32 anos. A equipe Nova Engineering pediu indicação de um substituto e, aconselhada pelo próprio Weidler, contratou outro alemão, o então novato Heinz-Harald Frentzen.
Atualmente, Weidler mora na Alemanha, onde divide o tempo entre a família e a administração de empresas. Praticamente não está envolvido com o automobilismo.

## Resultados completos na Fórmula 1
| Ano  | Equipe      | Chassi    | Motor                | 1         | 2         | 3         | 4         | 5         | 6         | 7         | 8         | 9        | 10       | Pontos | Posição |
| ---- | ----------- | --------- | -------------------- | --------- | --------- | --------- | --------- | --------- | --------- | --------- | --------- | -------- | -------- | ------ | ------- |
| 1989 | Rial Racing | Rial ARC2 | Ford Cosworth DFV V8 | BRA NPQ G | RSM NPQ G | MON NPQ G | MEX NPQ G | USA NPQ G | CAN NPQ G | FRA NPQ G | GBR NPQ G | GER NQ G | HUN NQ G | -      | -       |

## Resultados na 24 Horas de Le Mans
| Ano  | Equipe                | Veículo      | Co-piloto(1)    | Co-piloto(2)        | Co-piloto(3)         | Colocação | Nota           |
| ---- | --------------------- | ------------ | --------------- | ------------------- | -------------------- | --------- | -------------- |
| 1987 | Porsche Kremer Racing | Porsche 962C | Kris Nissen     | Kunimitsu Takahashi |                      | DNF       | Motor          |
| 1989 | Mazdaspeed Co. Ltd.   | Mazda 767B   | Yōjirō Terada   | Marc Duez           |                      | 12º       |                |
| 1990 | Mazdaspeed Co. Ltd.   | Mazda 787    | Bertrand Gachot | Johnny Herbert      |                      | DNF       | Motor          |
| 1991 | Mazdaspeed Co. Ltd.   | Mazda 787B   | Bertrand Gachot | Johnny Herbert      |                      | 1º        | Vitória global |
| 1992 | Mazdaspeed Co. Ltd.   | Mazda MXR-01 | Bertrand Gachot | Johnny Herbert      | Maurizio Sandro Sala | 4º        |                |